# Pequeño sabueso azul de Gascuña
El Petit Bleu de Gascogne (FCI No.31) es una raza de perro de caza de tipo sabueso originario de la región de Gascuña (Francia) utilizado en jaurías.
Es la descendiente de una raza muy antigua de perro de caza y su nombre proviene del tipo que caza para el que está pensado y no por su tamaño.